# Michalis Kosidis
Michalis Kosidis (gr. Μιχάλης Κοσίδης; ur. 9 lutego 2002 w Salonikach) – grecki piłkarz, grający w polskim klubie Zagłębie Lubin.

## Kariera

### Wczesna kariera
Jest wychowankiem klubu AD Iraklis, w którym grać zaczął, mając dwanaście lat; w wieku piętnastu lat dołączył do drużyny młodzieżowej AEK Ateny, tam spędził całą swą karierę juniorską.
Rozegrał łącznie 31 meczów w drużynie rezerw AEK Ateny, strzelając łącznie 8 bramek. Z pierwszą drużyną, AEK, w sezonie 2022/2023 zdobył mistrzostwo kraju, a także Puchar Grecji.
W sezonie 2023/2024 wypożyczony został do holenderskiej drużyny VVV Venlo, gdzie zagrał w 34 lub 35 spotkaniach i strzelił 9 bramek, a także zdobył cztery asysty. W drużynie zadebiutował 13 sierpnia 2023 podczas meczu z MVV Maastricht. Pierwszą bramkę dla drużyny zdobył dwanaście dni później, 25 sierpnia, podczas wygranego 4:1 spotkania z Jong FC Utrecht.

### Wypożyczenie do Puszczy Niepołomice
23 lipca 2024 ogłoszone zostało jego roczne wypożyczenie do ekstraklasowego klubu, Puszczy Niepołomice. W Puszczy swoje pierwsze spotkanie rozegrał 26 lipca 2024 roku, był to zremisowany 2:2 mecz z Górnik Zabrze, podczas niego strzelił on również swojego pierwszego gola w Ekstraklasie.
Puszcza w sezonie 2024/2025 spadła do I ligi, a zawodnik nie został wykupiony na stałe, co kosztowałoby klub milion euro.

### Zagłębie Lubin
5 lipca 2025 został zawodnikiem Zagłębia Lubin, z którym podpisał dwuletni kontrakt, z opcją przedłużenia o rok. Zadebiutował 19 lipca 2025 w przegranym 0:1 meczu z Widzewem Łódź. Pierwszą bramkę w barwach Zagłębia zdobył 1 sierpnia 2025 w zremisowanym 1:1 meczu z Koroną Kielce.

## Kariera reprezentacyjna
Jest jednym z graczy reprezentacji Grecji U-21, w której do lipca 2024 zagrał w 10 spotkaniach, w których strzelił łącznie dwie bramki.